# Jaap Uilenberg
Jacobus „Jaap“ H. Uilenberg (* 5. Juni 1950 in Enschede) ist ein ehemaliger niederländischer Fußballschiedsrichter.

## Sportlicher Werdegang
Uilenberg rückte 1987 in den Schiedsrichterkreis der Eredivisie auf und avancierte schnell zu einem der führenden Spielleiter des KNVB. Bereits kurze Zeit später stand er auf der FIFA-Schiedsrichterliste und hatte seinen ersten Länderspieleinsatz im Juni 1989, als zum hundertjährigen Jubiläum der Dansk Boldspil-Union die dänische Nationalmannschaft und England sich im Københavns Idrætspark mit einem 1:1 trennten. Während er in den folgenden Jahren auf internationaler Ebene etwas im Schatten seiner Landsmänner John Blankenstein und Mario van der Ende stand und ihm eine Endrundenteilnahme verwehrt blieb, pfiff er Qualifikationsspiele sowie auf Vereinsebene Partien im Europapokal. Bei der Frauen-Europameisterschaft 1991 leitete er den 4:1-Auswärtssieg Deutschlands gegen England, der die Basis für die Qualifikation zum Viererturnier und letztlichen Titelverteidigung legte.
Auf nationaler Ebene wurde Uilenberg dreimal mit der Leitung des Endspiels um den KNVB-Pokal betraut. Erstmals stand er im Pokalwettbewerb 1989/90 beim Endspiel zwischen der PSV Eindhoven und Vitesse Arnheim auf dem Spielfeld, beim 1:0-Erfolg der Eindhovener sprach er zwei Strafstöße aus. Im Wettbewerb 1994/95 setzte sich Feyenoord Rotterdam mit einem 2:1-Finalsieg im Rotterdamer De Kuip gegen den FC Volendam durch. Kurz vor seinem altersbedingten Ausscheiden im Sommer 2001 leitete Uilenberg das Finale im KNVB-Pokal 1998/99, in dem sich Ajax Amsterdam durch ein 2:0 über Fortuna Sittard den Titel holte. Im Jahr 1991 hatte er bereits das Spiel um den später in die Johan-Cruyff-Schale überführten Supercup gepfiffen, Pokalsieger Feyenoord Rotterdam hatte sich dabei gegen die PSV Eindhoven durchgesetzt. Bei der ersten offiziellen Auslobung der Johan-Cruyff-Schale 1996 standen sich unter seiner Leitung Ajax Amsterdam und erneut die PSV Eindhoven gegenüber.
Ab 2010 war Uilenberg als Berater des Schiedsrichterausschusses MHK des türkischen Verbandes Türkiye Futbol Federasyonu tätig. Im Frühjahr 2022 trat er zurück und erhob schwere Vorwürfe gegen den MHK-Vorsitzenden Ferhat Gündogdu.